# Dorfkirche Hohenkuhnsdorf

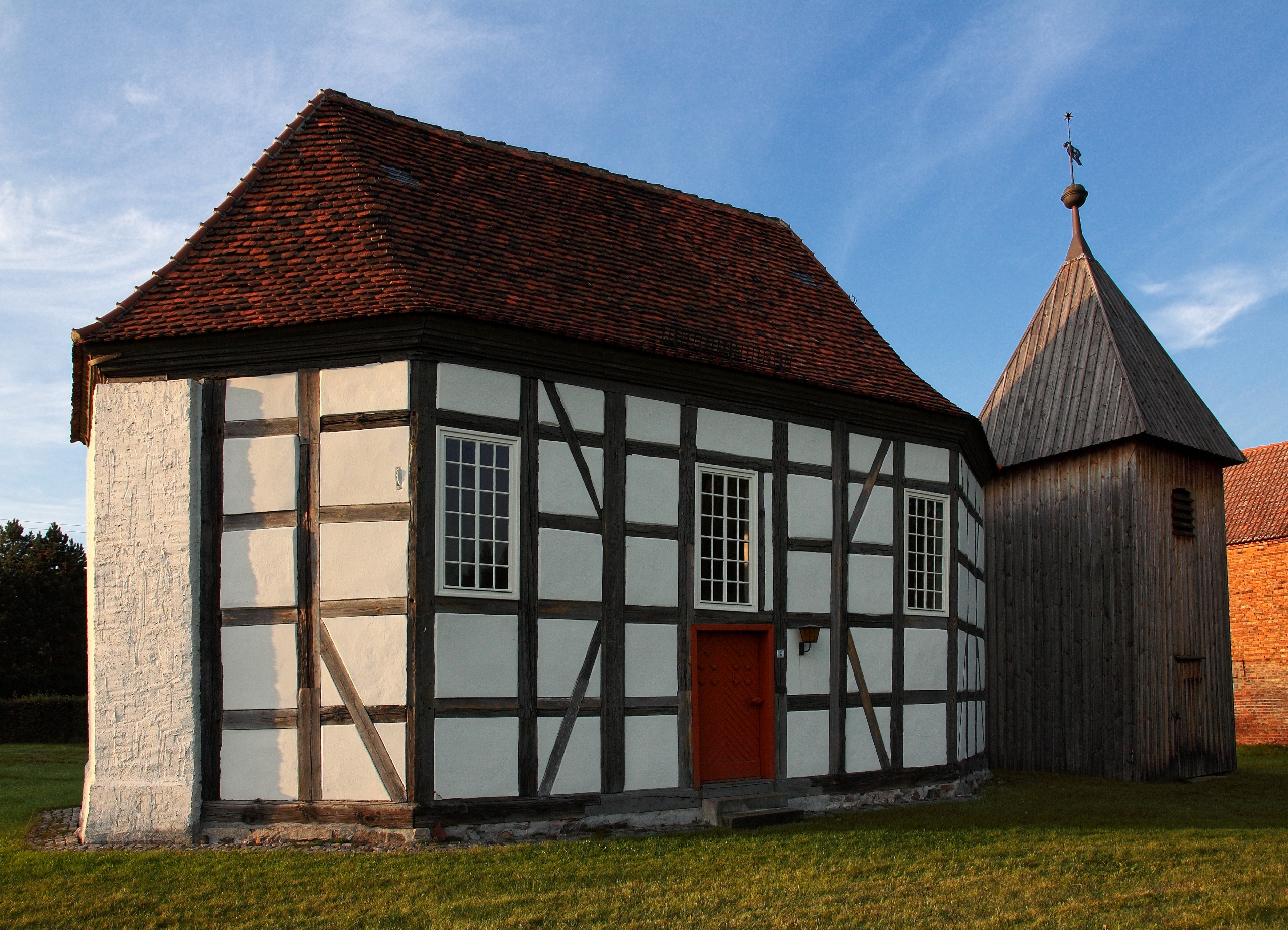
Dorfkirche Hohenkuhnsdorf, Südwestseite

Die Dorfkirche Hohenkuhnsdorf ist ein barockes Kirchengebäude im Ortsteil Hohenkuhnsdorf der Stadt Schönewalde im Landkreis Elbe-Elster des deutschen Bundeslandes Brandenburg. Die Kirchengemeinde gehört zum Pfarrbereich Schönewalde im Kirchenkreis Bad Liebenwerda der Evangelischen Kirche in Mitteldeutschland.

## Architektur

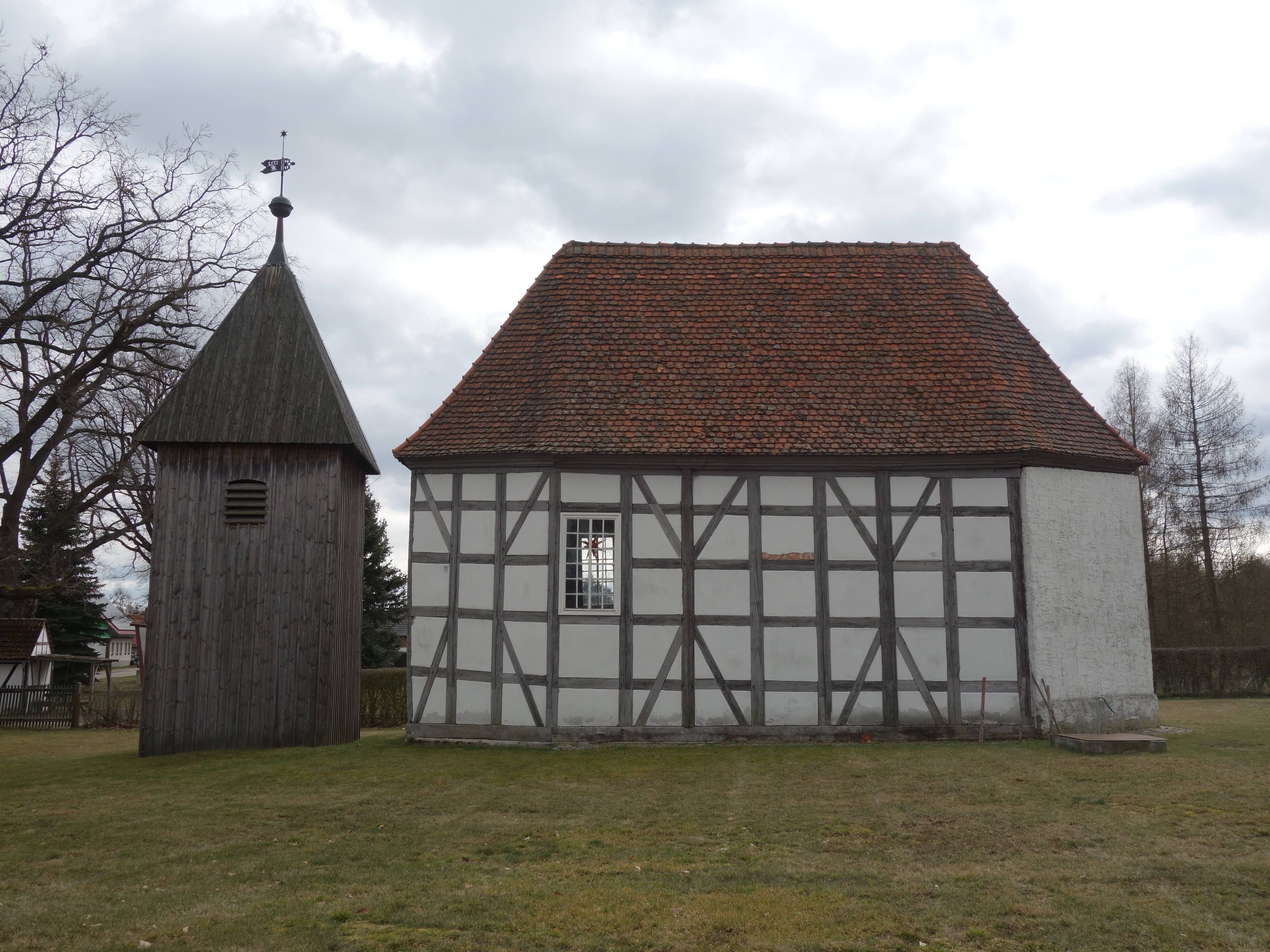
Nordseite

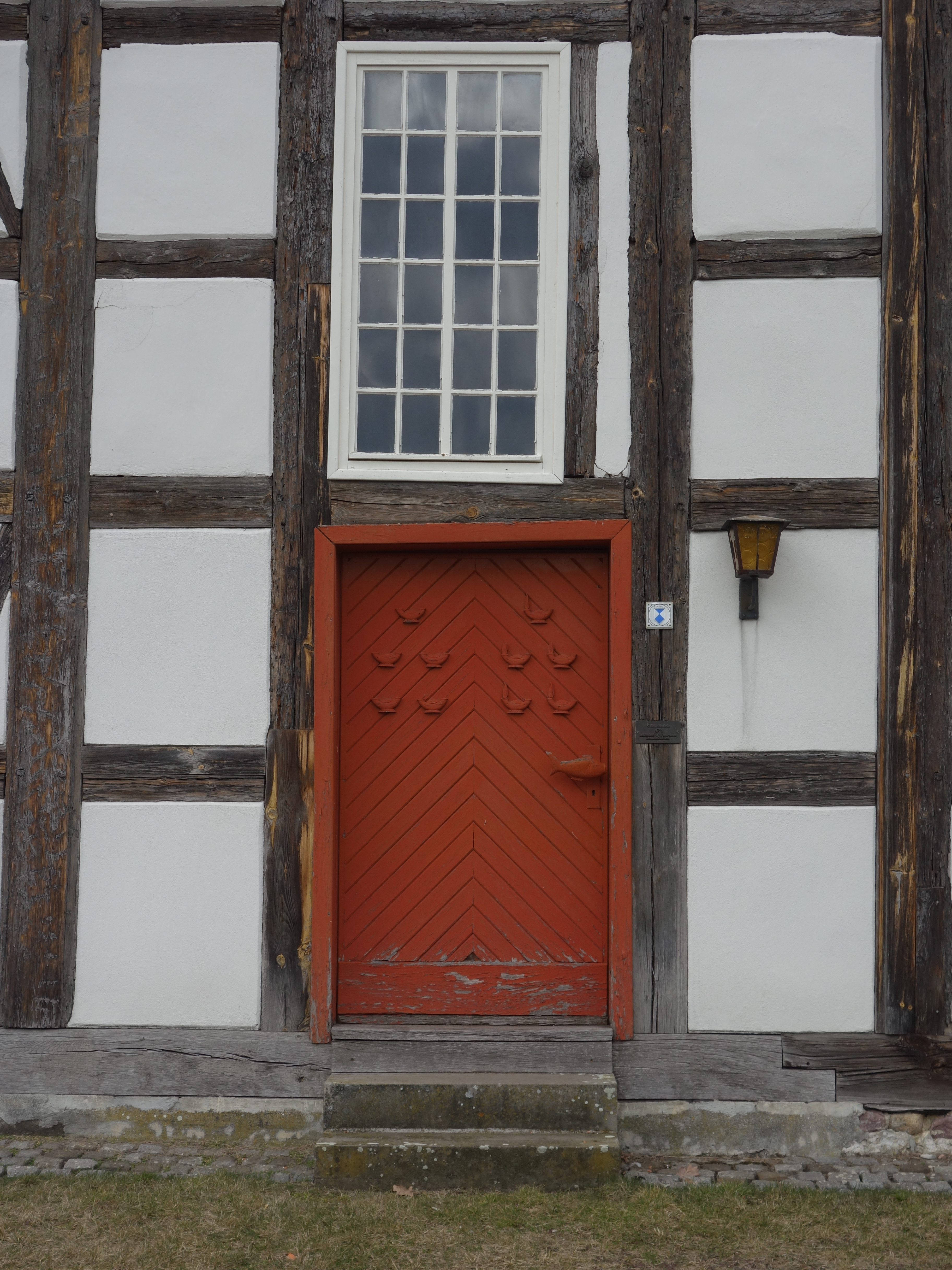
Portal auf der Südseite

Die kleine Fachwerkkirche wurde 1732 von der auf Schloss Ahlsdorf ansässigen Familie von Seyffertitz erbaut. Das Gebäude hat einen dreiseitigen Abschluss im Osten und Westen. Das Fachwerk zeigt regelmäßige, fast quadratische Gefache. Die Westwand wurde nachträglich massiv ersetzt. Nach Norden gibt es nur ein Fenster. Drei Holzsprossenfenster belichten den Bau im Süden. Unter dem mittleren befindet sich der Zugang. Das Portal zeigt fünf brennende und fünf erloschene Öllampen in Anspielung auf das biblische Gleichnis von den klugen und törichten Jungfrauen. Als Türknauf dient das christliche Symbol des Fisches.
Das steile Dach ist mit handgestrichenen Biberschwanzziegeln eingedeckt. Anders als üblich steht der freistehende Kirchturm nicht im Westen, sondern im Südosten des Gebäudes. Er ist verbrettert und trägt ein überstehendes Pyramidendach, auf dessen Kupferspitze die Wetterfahne mit der Jahreszahl 1732 zu sehen ist.

## Innengestaltung
Im Inneren stammen der Altarretabel, die Kanzel und das Taufbecken aus der Erbauungszeit. Die Orgel stammt von 1908 und wurde von Lily von Siemens gestiftet.